# Балдынов, Илья Васильевич
Илья́ Васи́льевич Балды́нов (21 июля [3 августа] 1903 года, улус Моло́евский, Иркутская губерния, Российская империя — 22 сентября 1980, Москва, СССР) — советский военачальник, Герой Советского Союза (8.09.1945). Генерал-майор (1945).

## Молодость
Рано остался сиротой, воспитывался у родственников. С 1920 года работал секретарем Матвеевского сельсовета Иркутского уезда. С января 1921 года служил в Частях особого назначения (ЧОН) в Иркутске, участвовал в многочисленных операциях против широко распространённого в то время бандитизма. С октября 1922 года — заместитель председателя Бардинского волостного исполнительного комитета Иркутского уезда. В 1920-х годах Балдынов окончил школу для взрослых в Иркутске, вступил в комсомол. С октября 1923 года работал в Эхирит-Балагатском районном отделе ОГПУ, с декабря 1924 — старшим милиционером в селе Ользоны и одновременно был заведующим избой-читальней; в эти годы также участвовал в ликвидации многочисленных уголовных банд. С апреля 1925 — инструктор Верхнеудинского уездного комитета комсомола Бурят-Монгольской АССР. В 1925 году вступил в ВКП(б).

## Начало военной службы
В Красной Армии с августа 1925 года. По направлению Бурят-Монгольского обкома партии он отправился на учёбу в Борисоглебско-Ленинградскую кавалерийскую школу, из которой в сентябре 1927 года переведён в Северо-Кавказскую горских национальностей военную кавалерийскую школу (Краснодар). После её окончания служил командиром взвода 74-го кавалерийского полка 5-й отдельной Кубанской кавалерийской бригады Забайкальского военного округа. В мае 1929 года переведён в Отдельный Бурят-Монгольский кавалерийский дивизион (Буркавдивизион) — одну из первых национальных военных частей в СССР (с 1932 года — Отдельный Бурят-Монгольский кавалерийский полк, с 1936 — Отдельная Бурят-Монгольская кавалерийская бригада), которая дислоцировалась в Верхнеудинске. Там назначен командиром пулемётного взвода.
В октябре-декабре 1929 года Балдынов участвует в боях на Китайско-Восточной железной дороге. Отличился в боях на Маньчжуро-Чжалайнорском направлении, был награждён орденом Красного Знамени.
С декабря 1930 по июль 1931 года учился на военно-политических курсах при Киевской объединённой военной школе имени С. С. Каменева, после чего был назначен политруком эскадрона в Буркавдивизионе, с декабря 1931 — адъютант дивизиона, с сентября 1932 — помощник начальника штаба Отдельного Бурят-Монгольского кавалерийского полка (некоторое время исполнял должность начальника штаба полка). В второй половине 1932 года Кавбурдивизион был введён в Монголию и взял под охрану важнейшие объекте в Улан-Баторе во время Хубсугульского восстания, но непосредственно в боевых действиях не участвовал. 
С марта по июль 1933 года И. В. Балдынов учился на кавалерийских курсах усовершенствования командного состава РККА в Новочеркасске.
В сентябре 1934 года был направлен на учёбу в Военную академию им. Фрунзе. За примерную долголетнюю службу в национальных частях РККА Постановлением ЦИК СССР от 31 января 1936 года был награждён орденом Красной Звезды. 
В декабре 1936 года успешно окончил академию, вернулся в Улан-Удэ и назначен начальником штаба 11-го кавалерийского полка Отдельной Бурят-Монгольской кавалерийской бригады, а с сентября 1937 года временно исполнял должность командира этого полка.

## Репрессии
В июле 1938 года капитан И. В. Балдынов был арестован и содержался в Читинской тюрьме под следствием. Ему предъявили сразу три обвинения — как члену панмонгольского контрреволюционного центра, японскому шпиону и, наконец, агенту немецкой разведки.
В июле 1940 года был восстановлен в Красной армии и назначен преподавателем тактики Краснознамённых кавалерийских курсов усовершенствования командного состава РККА в Новочеркасске.

## Великая Отечественная война
Великую Отечественную войну Балдынов встретил в Новочеркасске, где по-прежнему был на преподавательской работе. Осенью 1941 года назначен командиром 190-го Славянского кавалерийского полка формирующейся 72-й Кубанской кавалерийской дивизии (командир дивизии генерал-майор В. И. Книга) Северо-Кавказского военного округа. Завершив формирование, дивизия 4 января 1942 года вошла в состав 51-й армии Кавказского фронта и сосредоточилась в Анапе, а 30 января передана в 47-ю армию Крымского фронте и к началу мая полностью сосредоточилась на Керченском полуострове в Крыму. А через несколько дней после её прибытия туда началась наступательная операция 11-й немецкой армии генерала Э. фон Манштейна на Керченском полуострове «Охота на дроф» (в отечественной исторический науке известна как Керченская оборонительная операция). Полк И. Балдынова сражался у села Марфовка под Керчью, прикрывая отход к переправам через Керченский пролив частей 44-й армии и понёс большие потери, но за те дни, пока части 72-й кавдивизии держали оборону, десятки тысяч советских воинов удалось эвакуировать. Одним из последних был вывезен 190-й кавалерийский полк, потерявший свыше половины личного состава. Перед переправой кавалеристам пришлось уничтожить всех лошадей полка.
В июле 1942 года на Кубани на базе остатков 72-й кавдивизии была сформирована 40-я отдельная мотострелковая бригада, Балдынов назначен начальником штаба бригады. К тому времени немецкое командование уже начало решающее наступление на Кавказ, 3 августа 1942 года бригада вступила в бой у станица Кавказская. С 10 августа по 15 сентября бригада дралась в полном окружении, но сохранила боеспособность, прорвала кольцо окружения и по горным тропам через Главный Кавказский хребет вышла в район Красной Поляны. Там бригаду включили в состав 18-й армии, и она стойко оборонялась в ходе Туапсинской операции.
В конце января 1943 года подполковник Балдынов назначен заместителем командира 55-й гвардейской Иркутской стрелковой дивизии 56-й армии Закавказского фронта, с которой и участвовал в Северо-Кавказской и Краснодарской наступательных операциях. В апреле дивизию передали в 37-ю армию Северо-Кавказского фронта, а 27 мая при прорыве сильной оборонительной позиции противника на «Голубой линии» он был тяжело ранен одновременно в ногу, голову и спину. Провёл три месяца в госпитале.
В июле 1943 года Балдынов назначен командиром 109-й гвардейской стрелковой дивизии 10-го гвардейского стрелкового корпуса в той же армии. В августе 1943 года дивизия проводила частную наступательную операцию у станицы Молдаванская Краснодарского края, в сентябре передана в 44-ю армию Южного фронта (позднее входила в 28-ю армию 3-го Украинского фронта). Успешно командовал дивизией до конца войны, сражаясь в Мелитопольской, Никопольско-Криворожской, Березнеговато-Снигирёвской, Одесской, Белградской, Дебреценской, Будапештской, Венской, Пражской наступательных операциях. Дивизия под его командованием отличилась при освобождении города Берислав и получила почётное наименование «Бериславская» 23 марта 1944 года. За освобождение украинского областного центра города Николаев дивизию наградили орденом Красного Знамени (апрель 1944). 
Весной 1944 года за освобождение Одессы Балдынов был назначен первым советским военным комендантом освобождённого города, а сама дивизия награждена полководческим орденом Суворова II степени. 
Отличился он и при завершении окружения будапештской группировки противника в ноябре 1944 года и при полном уничтожении немецких войск в Буде.
После окончания Великой Отечественной войны 109-я гвардейская стрелковая дивизия и её командир были отправлены в Монголию, где вошли в 53-ю армию Забайкальского фронта. В Маньчжурской стратегической операции советско-японской войны в августе 1945 года дивизии вновь показала хорошие боевые качества в Хингано-Мукденской фронтовой операции. Громя войска японской Квантунской армии, дивизия совершила беспримерный форсированный марш через безводные степи провинции Чахар и высокогорные хребты Большого Хингана, форсировала несколько рек, в полном порядке и в срок вышла в заданный район и своими действиями способствовала успеху всей армии.
«За умелое руководство боевыми операциями и за образцовое выполнение боевых заданий командования на фронте борьбы с японскими милитаристами» Указом Президиума Верховного Совета СССР от 8 сентября 1945 года полковник Илья Васильевич Балдынов был удостоен звания Героя Советского Союза с вручением ордена Ленина и медали «Золотая Звезда».
109-я гвардейская дивизия, которой он командовал с лета 1943 года, удостоилась 14 благодарностей Верховного Главнокомандующего, в её рядах — 11 Героев Советского Союза.

## Послевоенная служба
До мая 1946 года продолжал командовать той же дивизией в Восточно-Сибирском военном округе. В мае 1946 года 109-я гвардейская стрелковая Бериславско-Хинганская Краснознамённая ордена Суворова дивизия была преобразована в 6-ю отдельную стрелковую бригаду и передана в Западно-Сибирский военный округ (г. Тюмень). В марте 1947 года уехал в Москву учиться на Высшие академические курсы при Высшей военной академии имени К. Е. Ворошилова. После завершения учёбы с апреля 1948 года командовал 23-й отдельной стрелковой бригадой в Уральском военном округе.
С ноября 1950 года был старшим преподавателем кафедры тактики высших соединений Военной академии им. Фрунзе. С февраля 1955 года — в запасе.
Был избран депутатом Верховного Совета СССР 2-го созыва (1946—1950). После увольнения из армии также вёл большую общественную и военно-политическую работу.
Жил в Москве по адресу: 2-я Песчаная улица, д. 6, кор. 2.
Умер в Москве 22 сентября 1980 года. Похоронен в Улан-Удэ.

## Воинские звания
- старший лейтенант (30.12.1935)
- капитан (31.03.1937)
- майор (4.08.1941)
- подполковник (апрель 1942)
- полковник (18.06.1943)
- генерал-майор (8.09.1945)

## Награды
- Герой Советского Союза (08.09.1945)[3][8]
- Два ордена Ленина (8.09.1945, 30.04.1947)
- Четыре ордена Красного Знамени (31.10.1930[9], 20.03.1944, 3.11.1944, 21.08.1953)
- Орден Кутузова 2-й степени (28.04.1945)
- Орден Отечественной войны 1-й степени (1942)
- Орден Красной Звезды (31.01.1936)
- медали СССР

иностранные награды
- Орден Заслуг Венгерской Народной Республики 3-й степени
- Орден «9 сентября 1944 года» I степени (Болгария)
- Медаль «25 лет освобождения Румынии» (Румыния, 3.11.1969)
- награды Чехословакии и Монголии.

## Почётный гражданин
Почётный гражданин Будапешта, Улан-Удэ, Одессы и Берислава Херсонской области Украины.

## Память

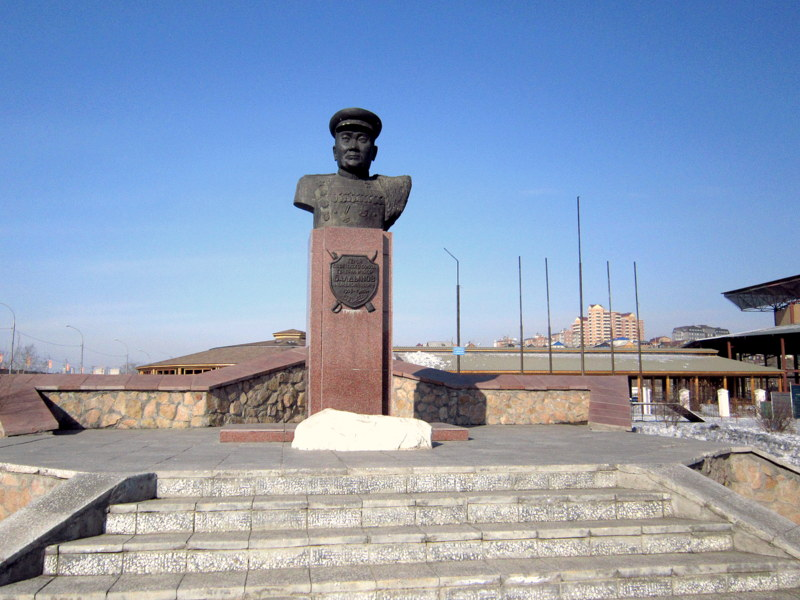
Бюст И. В. Балдынова в Улан-Удэ

- В посёлке Усть-Ордынский установлен памятник-бюст Герою, его именем названа школа № 2.
- В 2005 году установлен памятник-бюст в Улан-Удэ в сквере Городского Дворца детского творчества.
- Его именем названы улицы в Улан-Удэ, Усть-Ордынском, селе Баяндай, улусе Далахай, деревне Зады.
- В апреле 2017 года вышла в свет книга «Генерал Балдынов»[10].
- 18 апреля 2025 года установлен памятник в Улан-Удэ в парке имени Орешкова[11].